# J.D.M. Roitelet
Die Roitelet (frz. für Zaunkönig) war ein Leichtflugzeug des französischen Herstellers Avions J.D.M.

## Beschreibung
Der Tiefdecker war eine Holzkonstruktion mit Sperrholzbeplankung. Der freitragende Flügel besaß Klappen. Das Fahrwerk hatte einen Hecksporn. Das offene Cockpit befand sich direkt über der Hinterkante der Tragfläche. Da für die Serienproduktion kein passender Motor gefunden werden konnte, wurde nur ein Prototyp fertiggestellt. Nach Abbruch der Entwicklung wurde die Firma aufgelöst.

## Technische Daten
| Kenngröße             | Daten                               |
| --------------------- | ----------------------------------- |
| Spannweite            | 6,95 m                              |
| Länge                 | 4,15 m                              |
| Flügelfläche          | 6,10 m²                             |
| Leermasse             | 105 kg                              |
| max. Startmasse       | 210 kg                              |
| Höchstgeschwindigkeit | 155 km/h                            |
| Flugdauer             | 2 Stunden 30 Minuten                |
| Triebwerk             | ein Kolbenmotor mit 25 PS (18,6 kW) |